# Iztaccíhuatl
Der Iztaccíhuatl [istakˈsiwatɬ] (auch Ixtaccíhuatl [iʃtakˈsiwatɬ], in neuer Nahuatl-Schreibweise Istaksiwatl, auch Iztactépetl bzw. Istaktepetl oder auch Mujer dormida ‚schlafende Frau‘) ist mit 5230 m der dritthöchste Berg Mexikos nach dem Citlaltépetl und dem Popocatépetl.

## Name
Der Vulkan besitzt drei Gipfel, die von der Bevölkerung mit Kopf, Brust und Füßen einer schlafenden Frau assoziiert werden. Sein Name kommt aus dem Nahuatl und bedeutet auf Deutsch „Weiße Frau“. Gelegentlich wird für den Berg auch die Kurzform Ixta verwendet.

## Lage
Er liegt ca. 70 km südöstlich der Hauptstadt Mexiko-Stadt und ist bei guten Sichtverhältnissen von der Stadt aus sichtbar. Der Iztaccíhuatl liegt 18 km nördlich vom Popocatépetl und ist von ihm durch den etwa 3700 m hohen Paso de Cortés getrennt.

## Besteigung
Die offizielle Erstbesteigung erfolgte 1889 durch James de Salis, jedoch haben archäologische Untersuchungen ergeben, dass der Berg bereits von den Azteken und noch früheren Kulturen bestiegen worden sein muss. Der einfachste Anstieg beginnt im Süden des Berges und erfolgt über die Scharte Portillo de los Pies. Im weiteren Verlauf wird der Vorgipfel Torre de San Agustín, 5020 m, überschritten. Es folgt ein weiterer Nebengipfel, der Rodillas, 5100 m. Hier muss bereits mit Eis gerechnet werden. Über den Südgrat geht es dann weiter zum Hauptgipfel des Pecho, 5286 m. Der Zeitaufwand für Auf- und Abstieg beträgt etwa zwei Tage.

## Die Legende von Popocatépetl und Iztaccíhuatl
In der Mythologie der Azteken war Iztaccíhuatl eine Prinzessin, die sich in einen der Krieger ihres Vaters verliebte. Ihr Vater sandte den Krieger in einen Kriegszug in Oaxaca. Der Vater versprach dem Krieger seine Tochter, wenn er zurückkehren würde (was der Vater aber nicht glaubte). Der Tochter wurde erzählt, ihr Geliebter sei tot, woraufhin sie vor Kummer starb. Als der Krieger aber zurückkehrte, starb er wiederum, aus Kummer darüber, sie verloren zu haben. Die Götter bedeckten die beiden mit Schnee und verwandelten sie in Berge. Der schneebedeckte Berg Iztaccíhuatl wird deshalb auch „schlafende Frau“ (Mujer dormida) genannt, da er einer auf dem Rücken liegenden Frau ähnelt. Der Krieger wurde zum Vulkan Popocatépetl, der aus Zorn über den Verlust der Geliebten Feuer speit.